# Дорожные войска России
Доро́жные войска́ — специальные войска в составе Материально-технического обеспечения Вооружённых Сил Российской Федерации (до 2010 года — в составе Тыла Вооружённых Сил Российской Федерации), включающие в себя дорожно-комендантские соединения и части, мостовые, понтонно-мостовые, а также дорожные части и подразделения, предназначенные для выполнения задач дорожного обеспечения.
В России до 2017 года также существовали доро́жно-строи́тельные ча́сти (c 1996 года официально именовавшиеся доро́жно-строи́тельные во́инские формирова́ния), состоявшие вне норм численности Вооружённых Сил Российской Федерации (ВС РФ), и входившие:
- с 1992 по 1997 год — в состав одного из центральных органов управления Министерства обороны Российской Федерации, а затем государственного учреждения при данном министерстве (ЦДСУ Минобороны России, затем ФДСУ при Минобороны России);
- с 1997 по 2017 год — в состав федеральных органов исполнительной власти, осуществлявших деятельность в сфере дорожного строительства, в интересах обороны и безопасности государства (Росспецстроя, затем Спецстроя России).

В настоящее время основной состав соединений, частей и подразделений дорожных войск, их учреждения, заведения, предприятия и организации, входят в состав Вооружённых Сил Российской Федерации. Также дорожно-строительные воинские формирования входят в состав Военно-строительного комплекса Министерства обороны Российской Федерации (ВСК Минобороны России).
В мирное время дорожные войска привлекаются к строительству и восстановлению автомобильных дорог (АД), мостов через крупные водные преграды, защите, охране и обороне дорожных объектов, а также для ликвидации последствий чрезвычайных ситуаций.
Профессиональный праздник «День военных дорожников» в России — 23 сентября. Это день создания пяти пионерных рот и конной команды для выполнения военно-дорожных работ в интересах действующей армии во время Отечественной войны 11 (23) сентября 1812 года, согласно приказу Главнокомандующего войсками генерал-фельдмаршала М. И. Кутузова. Этим приказом было положено начало созданию дорожной службы как отдельной структуры в вооружённых силах России.

## История
Ещё в древних походах войска вынуждены были выполнять дорожные работы, строить мосты и наводить переправы. При подготовке к походу на Новгород в 1014 году князь Владимир Святославович приказал «теребить путь и мостить мосты». Для этого специально готовились и высылались вперед сборные отряды, в состав которых входили мастеровые по строительству дорог и мостовым работам («посошная рать»).

### Имперский период
В вооружённых силах Российской империи (Русской императорской армии) появились в начале XVIII века для дорожного обеспечения войск. В 1724 году в Санкт-Петербурге на базе объединённой инженерной школы была начата подготовка специалистов дорожно-мостовых работ. В связи со слабым развитием сети АД, в 1884 году строительство автомобильных (шоссейных) дорог было поручено Военному министерству. Благодаря его усилиям с 1885 по 1900 год были сооружены шоссейные дороги Петербург — Псков — Варшава с ответвлениями на Ригу и Мариуполь, Москва — Брест — Варшава с ответвлениями на Калиш и Познань, Киев — Брест, рокада Псков — Киев и некоторые другие.
8 марта 1915 года для улучшения дорожного обеспечения войск в оборонительных операциях, приказом Главковерха было дано указание о формировании военно-дорожные отрядов и тыловых отрядов военно-дорожных работ. Первоначально они были сформированы лишь для армий Юго-Западного фронта, по одному военно-дорожному отряду для каждой армии, а для выполнения военно-дорожных работ в тылу фронта — 18 тыловых отрядов военно-дорожных работ. Военно-дорожные и тыловые отряды военно-дорожных работ возглавлялись военными инженерами и делились на рабочие роты. Позднее были сформированы и другие части.
- 1-й военно-дорожный отряд 1-го гвардейского корпуса (до декабря 1915 года — Гвардейского корпуса) Русской императорской армии.
- Военно-дорожный отряд 7-й армии (с 1916 года — 4-й военно-дорожный отряд).
- 1-й военно-дорожный отряд.
- 1-й военно-дорожный отряд 8-й армии.
- 1-й военно-дорожный отряд Особой армии.
- 3-й военно-дорожный отряд.
- 4-й военно-дорожный отряд.
- 5-й военно-дорожный отряд.
- 6-й военно-дорожный отряд.
- 7-й военно-дорожный отряд.
- 8-й военно-дорожный отряд.
- 9-й военно-дорожный отряд.
- 11-й военно-дорожный отряд.
- 13-й военно-дорожный отряд.
- 14-й военно-дорожный отряд.
- 15-й военно-дорожный отряд.
- 20-й военно-дорожный отряд.
- 21-й военно-дорожный отряд.
- 22-й военно-дорожный отряд.
- 23-й военно-дорожный отряд.
- 23-й военно-дорожный отряд.
- 24-й военно-дорожный отряд.
- 25-й военно-дорожный отряд.
- 26-й военно-дорожный отряд.
- 28-й военно-дорожный отряд.
- 30-й военно-дорожный отряд.
- 31-й военно-дорожный отряд.
- 32-й военно-дорожный отряд.
- 33-й военно-дорожный отряд.
- 34-й военно-дорожный отряд.
- 48-й военно-дорожный отряд.
- 55-й военно-дорожный отряд.
- 122-й военно-дорожный отряд.
- 161-й военно-дорожный отряд.
- 315-й военно-дорожный отряд.
- 1-й Кавказский военно-дорожный отряд.
- 2-й Кавказский военно-дорожный отряд.
- 3-й Кавказский военно-дорожный отряд.
- 4-й Кавказский военно-дорожный отряд.
- 6-й Кавказский военно-дорожный отряд.
- 8-й Кавказский военно-дорожный отряд.
- 11-й Кавказский военно-дорожный отряд.
- 1-й отряд военно-дорожных работ 5-й армии.
- 2-й отряд военно-дорожных работ 6-й армии.
- 2-й отряд военно-дорожных работ 7-й армии.
- 2-й отряд военно-дорожных работ 8-й армии.
- 4-й отряд военно-дорожных работ 1-й армии.
- 4-й отряд военно-дорожных работ 5-й армии.
- 4-й отряд военно-дорожных работ 10-й армии.
- 4-й отряд военно-дорожных работ 12-й армии.
- 5-й отряд военно-дорожных работ 11-й армии.
- 7-й отряд военно-дорожных работ 7-й армии.
- 8-й отряд военно-дорожных работ 6-й армии.
- 11-й отряд военно-дорожных работ 9-й армии.
- 12-й отряд военно-дорожных работ 5-й армии.
- 22-й отряд военно-дорожных работ 5-й армии.
- 23-й отряд военно-дорожных работ 5-й армии.
- 25-й отряд военно-дорожных работ Северного фронта.
- 25-й отряд военно-дорожных работ 6-й армии.
- 27-й отряд военно-дорожных работ 1-й армии.
- 27-й отряд военно-дорожных работ 12-й армии.
- 28-й отряд военно-дорожных работ Северного фронта.
- 28-й отряд военно-дорожных работ 12-й армии.
- 29-й отряд военно-дорожных работ 6-й армии.
- 41-й отряд военно-дорожных работ 12-й армии.
- 47-й тыловой отряд военно-дорожных работ 1-й армии.
- 56-й отряд военно-дорожных работ Северного фронта.
- 59-й отряд военно-дорожных работ Юго-Западного фронта.
- 75-й отряд военно-дорожных работ Юго-Западного фронта.
- 79-й отряд военно-дорожных работ 2-й армии.
- 104-й тыловой дорожный отряд.
- 2-й Кавказский тыловой дорожный отряд.

Под конец Великой войны численность дорожных войск составила около 240 000 человек.

### Советский период

Памятник воинам-дорожникам на Минском шоссе, Московская область (установлен Росавтодором в 2014 году).

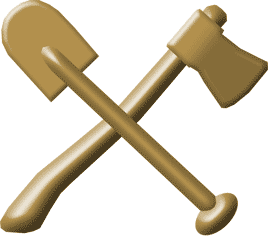
Эмблема дорожных войск ВС Союза ССР, для командного состава — посеребренная, для инженерно-технического состава — позолоченная, для курсантов военных училищ [школ], а также сержантского и рядового состава — латунная, 1943 год.

В составе Тыла Вооружённых Сил СССР. Появились в вооружённых силах Советской России в период Гражданской войны.
В 1930 году решением СНК СССР и ЦК ВКП(б) в системе ЦУДорТранс НКПС СССР были организованы в пяти городах Союза автомобильно-дорожные институты (сокращённое название): в Москве (МАДИ), Ленинграде (ЛАДИ), Саратове (САДИ), Харькове (ХАДИ) и Омске (СибАДИ) для подготовки высококвалифицированных инженеров дорожников, мостовиков, механиков и автомобилистов. Одновременно ВУЗы должны были решать не менее ответственную задачу — готовить на военных кафедрах при них офицеров запаса для спецвойск ВС Союза ССР, поскольку профили подготовки гражданских специалистов, по которым шла подготовка в автодорожных институтах, полностью совпадали с их военно-учётными специальностями.
Постановлением Совета Труда и Обороны СССР (СТО СССР), от 11 декабря 1933 года, было создано Управление дорожного строительства Восточной Сибири и Дальнего Востока (Дальдорстрой) в городе Хабаровск, с задачей по строительству стратегических автомобильных дорог по титульному списку правительства СССР, в районах Восточной Сибири и Дальнего Востока СССР. Планы по строительству были оглашены на XVII съезде Всесоюзной коммунистической партии (большевиков) [ВКП(б)], проходившем в Москве с 26 января по 10 февраля 1934 года, когда был принят второй пятилетний план развития СССР. В соответствии с ним предполагалось строительство автомобильной дороги Владивосток — Хабаровск, с твёрдым (гравийным) покрытием, протяжённостью 600 километров.
Для Дальдорстроя РККА с декабря 1933 года по январь 1934 года сформировывает две бригады дорожных войск: первую — в городе Ростов-на-Дону, во главе с комбригом Н. М. Анисимовым, и вторую — в городе Киев (командир бригады — Лебедев), с общей численность личного состава около 15 000 человек, и передислоцирует их на Дальний Восток. Штаб-квартира первой бригады — село Дмитриевка Приморской области, второй — город Хабаровск. Первая бригада вела строительство от Владивостока до Имана, а вторая — от Имана до Хабаровска. 4 ноября 1935 года в центральным печатном органе ВКП(б) газете «Правда» была опубликована статья за подписью начальника Дальдорстроя товарища Ю. Ф. Фрумкина о завершении строительства «крупнейшей магистрали Владивосток — Хабаровск».

Начав знакомиться с делами фронта и оперативными планами, Апанасенко обнаружил, что вдоль большей части Транссибирской железной дороги с её десятками мостов и тоннелей нет надёжной автомобильной трассы (Московский Тракт), которая шла бы параллельно железной дороге. Это обстоятельство делало войска фронта крайне уязвимыми, так как линия железной дороги проходила подчас совсем недалеко от границы. Японцам достаточно было взорвать несколько мостов или тоннелей, чтобы лишить армий фронта и свободы манёвра, и надежного снабжения. Апанасенко тут же приказал начать строительство надёжной дороги протяженностью почти в тысячу километров, используя при этом не только строительные подразделения фронта, но и население прилегающих районов. Срок для этой огромной работы был установлен предельно кратким — пять месяцев. Забегая вперед, нужно сказать, что приказ Апанасенко был выполнен, и дорога от Хабаровска до станции Куйбышевка-Восточная была построена к 1 сентября 1941 года.
— «РГ».
К началу Великой Отечественной войны 1941—1945 годов дорожные войска состояли из подразделений и частей.
Сложности, связанные с транспортным обеспечением боевых действий в начальный период войны, потребовали принятия экстренных мер руководством страны. Государственный комитет обороны СССР (ГКО СССР) 15 июля 1941 года принимает Постановление № 163 «Об организации автодорожной службы на шоссейно-грунтовых дорогах и формировании автотранспортных батальонов». Согласно этому постановлению формируются дополнительно автомобильные и дорожные части и соединения, разворачиваются десять военно-автомобильных дорог (ВАД) Ставки Верховного Главного командования. Для управления автотранспортным и дорожным обеспечением создается автомобильно-дорожное управление Красной Армии, которое передается из состава Генерального штаба (ГШ) в ведение Тыла Красной Армии. Дальнейшее усиление роли автотранспортного и дорожного обеспечения в наступательных операциях Красной Армии определило необходимость проведения реорганизации Главного управления автотранспортной и дорожной службы. Постановлением ГКО № 3544 от 9 июня 1943 года было создано Главное дорожное управление Красной Армии, а автотранспортное управление вошло в созданное Главное автомобильное управление Тыла Красной Армии с соответствующими структурами во фронтах, армиях и военных округах. Ни одна операция в ходе Великой Отечественной войны не готовилась и не проводилась без участия специалистов автотранспортной и дорожной служб, воинов автомобильных и дорожных соединений и частей.
Согласно постановлению ГКО СССР от 16 января 1942 года было предписано сформировать отдельные дорожно-строительные батальоны (одсб) численностью личного состава по 477 человек в военных округах Союза: Московском — 8 одсб, Приволжском — 6 одсб, Среднеазиатском — 8 одсб, Сибирском — 3 одсб, Уральском — 4 одсб, Южно-Уральском — 3 одсб, Закавказском — 6 одсб, и отдельные мостостроительные батальоны (омостсб) численностью личного состава по 501 человеку в ВО: Московском — 4 омостсб, Архангельском — 2 омостсб, Приволжском — 2 омостсб, Среднеазиатском — 2 омостсб, Сибирском — 1 омостсб, Уральском — 2 омостсб, Южно-Уральском — 1 омостсб, Закавказском — 10 омостсб.
12 ноября 1943 года Приказом НКО СССР № 310 была введена эмблема дорожных войск, состоящая из симметрично перекрещивающихся топора и лопаты (для командного состава — посеребренная, для инженерно-технического состава — позолоченная, для курсантов военных училищ [школ], а также сержантского и рядового состава — латунная). Впоследствии, 23 июня 1955 года Приказом Министра обороны СССР № 104 была введена общая эмблема для автомобильных и дорожных войск (ранее являвшаяся эмблемой только автомобильных войск), и с этого периода ставшая общей эмблемой для данных родов войск вплоть до 1988 года.
Нарукавный знак по роду войск курсантов военно-учебных заведений, солдат, сержантов и прапорщиков
К середине 1943 года в дорожных войсках Вооружённых Сил СССР (ВС СССР) состояло:
- 294 отдельных дорожных батальона;
- 22 управления ВАД с 110 дорожно-комендантскими участками (ДКУ);
- 7 военно-дорожных управлений (ВДУ) с 40 дорожными отрядами (ДО);
- 194 гужетранспортные роты;
- ремонтные базы;
- базы по производству мостовых и дорожных конструкций;
- учебные и другие учреждения.

Всего же на фронте находилось 400 000 воинов-дорожников. Во время Великой Отечественной войны ими восстановлено, отремонтировано и построено около 100 000 километров автомобильных дорог, свыше 1 000 000 погонных метров мостов, заготовлено и подвезено для строительства дорог свыше 20 000 000 кубических метров песка и камня. Общая протяжённость военно-автомобильных дорог содержавшихся дорожными войсками, составляла 359 000 километров. За образцовое выполнение заданий командования 59 частей дорожных войск были награждены орденами, 27 из них получили почётные наименования, свыше 21 000 воинов были награждены орденами и медалями.
После окончания войны было принято решение о сокращении дорожных войск ВС СССР. Из сокращаемых соединений и частей в 1945 году, решением ГКО было создано дорожно-строительное соединение — Особый дорожно-строительный корпус НКВД СССР, в составе четырёх дорожно-строительных дивизий, для строительства и восстановления разрушенной, во время войны, сети АД СССР (магистральных автомобильных дорог общегосударственного значения, дорог оборонного значения), основу корпуса составили дорожные войска подлежащие расформированию. Две дивизии участвовали в строительстве на территориях Цимлянского гидроузла, Куйбышевской ГЭС, нефтепромыслах Татарии и Башкирии, слюдяных приисках Забайкалья, третья в Ростове-на-Дону и четвёртая в Харькове, строили магистральные дороги общегосударственного значения Харьков — Ростов-на-Дону, Харьков — Симферополь и другие АД. В период с 1946 по 1956 год он построил 3244 км дорог с твердым покрытием, 17 км мостов, проложил 2,7 км железобетонных труб.

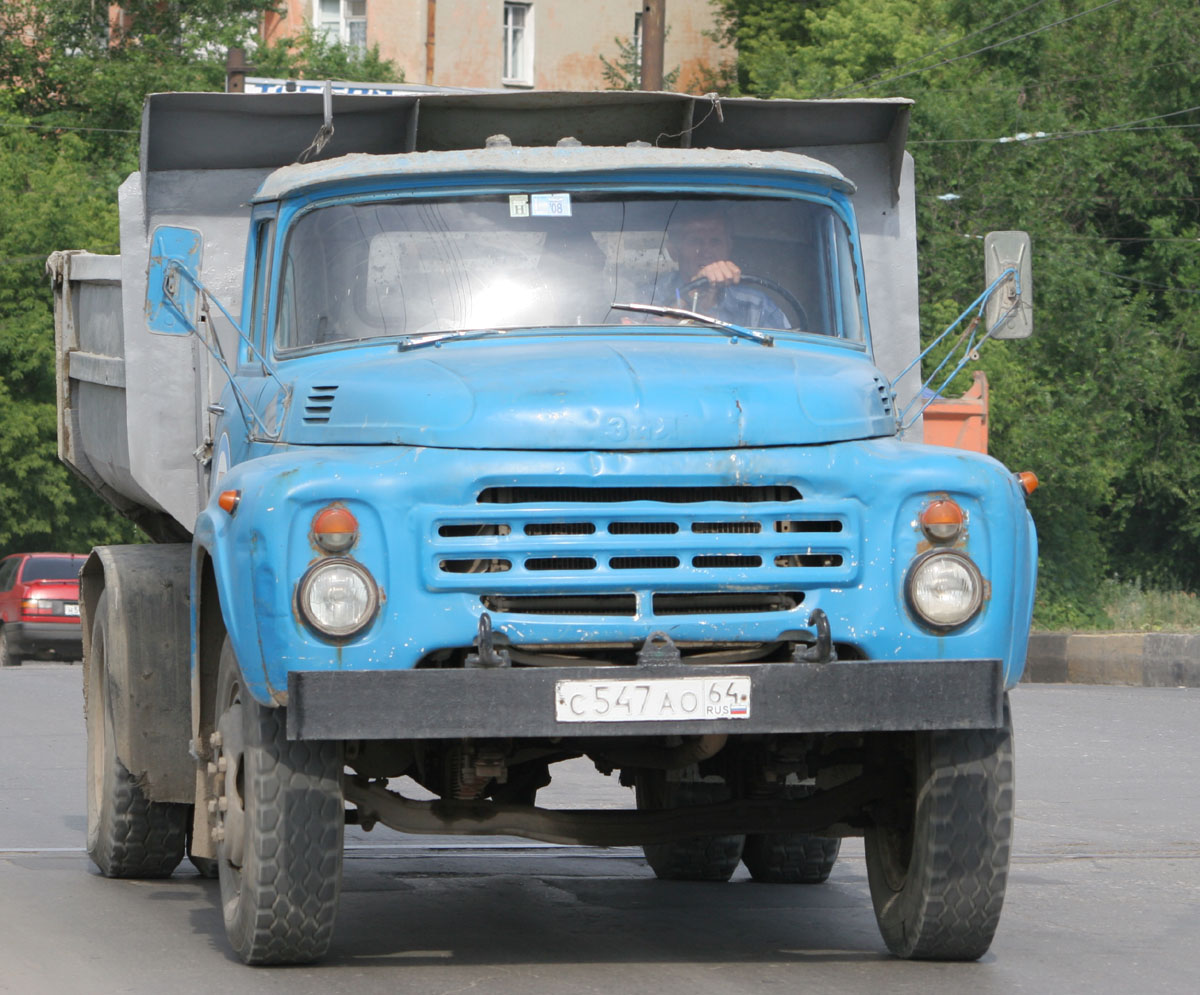
Самосвал ММЗ-555 (на базе ЗИЛ-130), основная машина в период строительства АД М55 и М58 в 1970—1995 годах.

Постановлением ЦК КПСС и Совета министров СССР от 23 октября 1970 года № 878-301 «О строительстве и реконструкции приграничных автомобильных дорог в районах Восточной Сибири, Дальнего Востока и Средней Азии» были созданы отдельные дорожно-строительные бригады (одсбр) в Главном военно-строительном управлении (ГВСУ) Министерства обороны СССР (МО СССР), которые были размещены и приступили в 1970 году на участках строительства и реконструкции дороги Иркутск — Чита (М55) в районах Забайкалья Финансирование строительства и реконструкции осуществлялось за счёт капитальных вложений, выделяемых централизованно один раз в год на эти цели Советом министров РСФСР. Общая протяжённость дороги от Иркутска до Читы достигала 1172 км, из них 566 км составляли существующие участки с твёрдым покрытием, а 606 км предстояло построить вновь силами трёх отдельных дорожно-строительных бригад. Работы были начаты в 1970 году на трёх участках:
- Байкальск — Посольское протяжённостью 178,5 км;
- Мухоршибирь — Глинка протяжённостью 178,5 км;
- река Блудная — Черемхово протяжённостью 178,5 км[15].

Всего на дороге Иркутск — Чита было построено и введено в эксплуатацию 606 км дороги с асфальтобетонным покрытием по нормативам 3-й технической категории, при этом было освоено 207 000 000 рублей капитальных вложений (в сметных ценах 1969 года). Было построено:
- 103 капитальных моста;
- 480 водопропускных труб;
- 12 комплексов зданий и сооружений службы эксплуатации дороги;
- 8 автозаправочных станций (АЗС);
- 3 автобусных вокзала (автовокзал);
- 2 станции технического обслуживания (СТО) автомобилей и дорожных машин[15].

По мере окончания работ на своих участках одсбр ГВСУ МО СССР перемещались на строительство АД «Чита — Хабаровск» (М58).
Работы по строительству и реконструкции АД «Иркутск — Чита» в основном были закончены в 1981 году. При реконструкции и строительстве АД «Иркутск — Чита» (1970—1981 года) на участке река Блудная — Черемхово ряд больших выемок был разработан с помощью мощных направленных взрывов с закладкой до 400 тонн взрывчатых веществ (ВВ) на один взрыв.
Отдельные дорожно-строительные бригады Главного военно-строительного управления (ГВСУ) Министерства обороны СССР работы по строительству АД «Чита — Хабаровск» («Амурская колесуха») начали в 1977 году на двух участках:
- Чита — Николаевка — Знаменка в Читинской области;
- Пашково — Свободный — в Амурской области[15].

Позднее было принято решение о строительстве, силами трёх одсбр ГВСУ МО СССР, с двух направлений:
- одна одсбр ГВСУ МО СССР развернула строительство на участке Чита — Николаевка — Знаменка с западного направления;
- одна одсбр ГВСУ МО СССР развернула строительство на восточном участке дороги в направлении Пашково — Архара — Завитинск;
- одна одсбр ГВСУ МО СССР развернула строительство на восточном участке дороги в направлении Завитинск — Белогорск — Свободный — Сиваки.

Общая протяжённость АД (с подъездами) достигала 2283 км, из них существующая дорога с твёрдым покрытием составляла 370 км. Предстояло построить 1913 км новой капитальной дороги.
С начала строительства до 1992 года силами личного состава одсбр было построено 510 км дороги, при этом освоено более 300 000 000 рублей капитальных вложений (в сметных ценах 1969 года). С 1984 по 1992 год на М58 построено:
- более 30 капитальных мостов и путепроводов (в том числе крупный мост через реку Зея длиной 750 метров);
- два комплекса зданий и сооружений дорожной и автотранспортной служб дороги;
- заправочные станции;
- посты ГАИ и другие объекты[15].

Все эти задачи выполняли следующие формирования дорожных войск:
- 70-я отдельная дорожно-строительная бригада;
- 146-я отдельная дорожно-строительная бригада;
- 159-я отдельная дорожно-строительная бригада;
- 160-я отдельная дорожно-строительная бригада.

На основании директивы Генерального штаба Вооруженных Сил СССР, в 1969 году при Министерстве строительства и эксплуатации дорог Украинской ССР была сформирована 60-я отдельная дорожно-строительная бригада в городе Мукачево. В период с 1970 по 1980 год военными дорожниками было построено более 70 километров автомобильных дорог на Мукачево — Львовском направлении, десятки мостов в сложных горных условиях Карпат. Выполнив поставленные перед ней задачи, 60-я отдельная дорожно-строительная бригада по решению Правительства СССР в конце 1980 года передислоцирована из Закарпатья на территорию Тюменской области для строительства и реконструкции автомобильных дорог к объектам нефтегазового комплекса Западной Сибири, возведения искусственных сооружений на них, а также для строительства промышленных объектов. Части 60 одсбр, дислоцировались в населённых пунктах Сургут, Ноябрьск, Новый Уренгой, Надым, Белоярский принимали участие в строительстве автодорог, газопровода Уренгой — Помары — Ужгород, обустройстве компрессорных станций, промышленных и других объектов, выпускали промышленную продукцию для нужд региона.
Дорожные войска принимали участие в оказании интернациональной помощи в Республике Афганистан (ОКСВА), сначала силами и средствами отдельного дорожно-комендантского батальона (армии) а затем силами и средствами 278-й отдельной дорожно-комендантской бригады (278 одкбр) было организовано эксплуатационное содержание армейской ВАД Хайратон — Кабул — Пули-Чархи.
Так же в состав ОКСВА, в разное время, входили:
- 159-я отдельная дорожно-строительная бригада (159 одсбр);
- 58-я отдельная автомобильная бригада (58 оавтобр);
- 59-я бригада материального обеспечения (59 брмо).

В соответствии с директивой Министра обороны СССР от 1 июня 1988 года на базе 29-й танковой дивизии (29 тд), Белорусский военный округ (БВО), была сформирована 307-я учебная дорожная бригада (307 учдбр) [город Слуцк].

### Федеральный период
В настоящее время дорожные войска Российской Федерации состоят из дорожно-комендантских, дорожных, мостовых, мостозаготовительных батальонов бригад материально-технического обеспечения, других частей, учреждений и организаций. Подготовка специалистов для дорожных войск осуществляется в Военной академии материально-технического обеспечения имени генерала армии А. В. Хрулёва (Санкт-Петербург), на военных кафедрах (факультетах военного обучения, циклах) при семи гражданских высших учебных заведениях (ВУЗ) Российской Федерации.
Дорожные войска Российской Федерации успешно выполнили возложенные на них задачи в условиях разрешения локальных конфликтов и контртеррористических операций. Дорожные войска Северо-Кавказского военного округа, где силы и средства дорожных войск, включенные в состав Объединённой группировки для проведения контртеррористической операции, были весьма ограничены: части дорожно-комендантской бригады, три дорожных депо и дорожно-эксплуатационные участки Министерства обороны Российской Федерации (Минобороны России). На территории Чеченской Республики личным составом были восстановлены мосты через реку (р.) Терек в районе населенного пункта Червлённая, р. Аргун и р. Сунжа — в Петропавловском.
Активное участие принимали в ликвидации последствий наводнений. В 2002 году силами воинов-дорожников в кратчайшие сроки были восстановлены мосты через р. Аргун в Шатое и через р. Кубань на автомобильной дороге федерального значения в городе Невинномысск.
С октября по декабрь 2006 года 100-й отдельный мостовой батальон ЦАДУ Минобороны России восстанавливал транспортную инфраструктуру в Ливане.

## Органы военного управления
В различные периоды истории России, по тем или иным причинам в различных государственных ведомствах (иногда одновременно), существовали органы управления дорожно-строительными воинскими формированиями:
СССР
- Центральное управление шоссейных и грунтовых дорог, и автомобильного транспорта (ЦУДОРТРАНС) при СНК СССР [1933—1936];
- Главное управление шоссейных дорог (ГУШОСДОР) МВД СССР [1946—1953], с 1936 по 1946 годы[19]:
  - ГУШОСДОР НКВД СССР;
- Центральное автомобильно-дорожное управление (ЦАДУ) МО СССР [1987—1992], до 1987 года[20]:
  - Дорожное управление МО СССР [1969—1987],
  - Управление автодорожной службы ЦУП ВОСО МО СССР [1961—1969],
  - Отдел дорожной службы МО СССР [1959—1961],
  - Дорожный отдел штаба Тыла ВС СССР [1946—1959],
  - Главное дорожное управление РККА [1943—1946],
  - Главное управление автотранспортной и дорожной службы РККА [1942—1943],
  - Автомобильно-дорожное управление РККА [1941—1942],
  - 6-й отдел (автотранспортной и дорожной службы) ГШ РККА [1938—1941];
- Центральное дорожно-строительное управление (ЦДСУ) МО СССР [1988—1992];
- Дорожно-строительный отдел ГВСУ МО СССР [1969—1992][14]:
  - 1310-е строительное управление [1989—1992].

Российская Федерация
- Центральное автомобильно-дорожное управление (ЦАДУ) Минобороны России (в составе Тыла ВС России) [1992—2009][20][21];
- Автомобильно-дорожное управление (АДУ) Минобороны России (в составе Тыла ВС России) [2009—2010][21][22];
- Автомобильно-дорожный отдел[22] (предположительно в 2013 году преобразован в АДУ)[2][23], затем Автомобильно-дорожное управление (АДУ)[24] Департамента транспортного обеспечения Минобороны России[25] (в составе МТО ВС России)[1] [2010 — н. в.][22][26];
- Дорожно-строительный отдел ГВСУ Минобороны России [1992—1993][14]:
  - 1310-е строительное управление (1310 СУ);
- Центральное дорожно-строительное управление (ЦДСУ) Минобороны России [1992];
- Федеральное дорожно-строительное управление (ФДСУ) при Минобороны России [1992—1997][27][28];
- Департамент дорожного строительства Росспецстроя [1997—1998]:
  - Военное дорожно-строительное управление при Росспецстрое;
- органы управления дорожно-строительными воинскими формированиями при Спецстрое России [1999—2017]:
  - военные управления дорожного строительства при Спецстрое России [1999—2000],
  - Отдел дорожного строительства Спецстроя России[29] [2000—2010]:
    - управления дорожного строительства при Спецстрое России[30],

  - Главное управление специального строительства по территории Дальневосточного федерального округа (ГУСС «Дальспецстрой») при Спецстрое России [2004—2017][31], с 1999 по 2004 годы:
    - Управление специального строительства по территории Дальнего Востока и Забайкалья (УСС «Дальспецстрой») при Спецстрое России[32],

  - Главное управление строительства дорог и аэродромов (ГУ СДА) при Спецстрое России [2011—2017][33];
- Главное военно-строительное управление № 6 (ГВСУ № 6) Минобороны России[34] (в составе ВСК Минобороны России)[6] [2017 — н. в.];
- Главное военно-строительное управление № 7 (ГВСУ № 7) Минобороны России[35][36] (в составе ВСК Минобороны России)[6] [2017 — н. в.].

## Подготовка кадров
Здесь представлены средние и высшие учебные заведения готовившие офицерский (командный) состав только по ВУС дорожных войск:
- Военно-дорожное училище Красной Армии (Павловский Посад)[37], Военно-дорожное училище, город Ростов-на-Дону[38];
- Каменец-Подольское высшее военно-инженерное командное училище (КПВВИКУ), до 1974 года;
- С 1974 года в Московском высшем командном училище дорожных и инженерных войск (МВКУДИВ), готовили специалистов дпя дорожных войск и войск гражданской обороны (ГО);
- Военная академия материально-технического обеспечения имени А. В. Хрулёва (ВА МТО)
- военные кафедры (факультеты военного обучения, циклы) при ВУЗах России (СССР);
  - Грозненский нефтяной университет;
  - Ижевский сельскохозяйственный институт;
  - Московский автомобильно-дорожный университет (МАДИ);
  - Саратовский технический университет.